# Moulay Bouzerktoun
Pour les articles homonymes, voir Moulay Bouzerktoun.

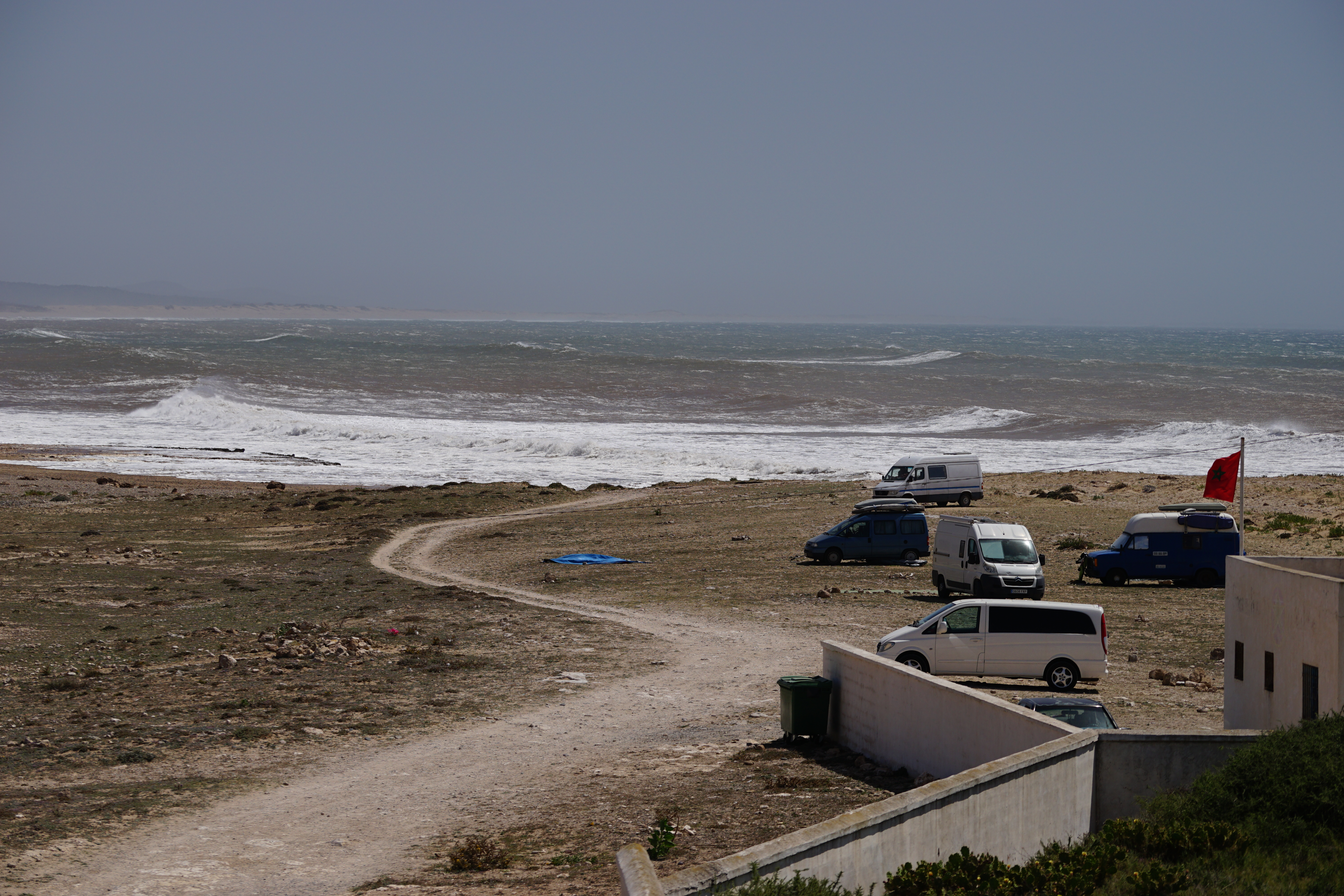
La plage de Moulay Bouzerktoun

Moulay Bouzerktoun est un petit village de pêcheurs situé dans la côte occidentale atlantique dans la province d'Essaouira, à 25 km au nord d´Essaouira dans la région de Marrakech-Tensift-Al Hauz au Maroc.
Selon le recensement de 2004 il a une population d´environ 6069 personnes.

## Tourisme

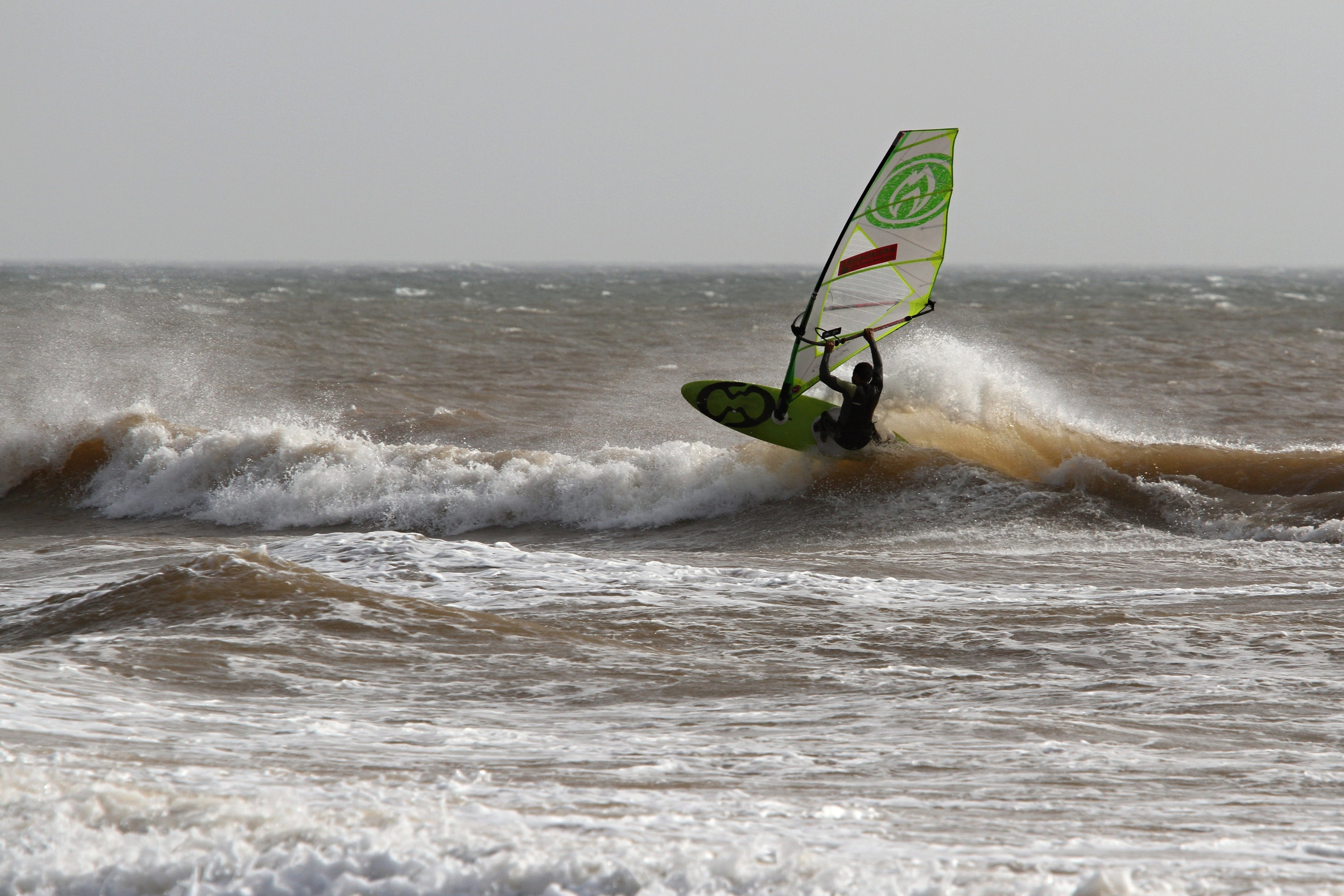
Windsurf à Moulay Bouzerktoun

Moulay Bouzerktoun est devenu connu pour ses vagues et son vent constant qui permettent la pratique du windsurf, kitesurf et surf. À partir de 1986, les windsurfeurs découvrent le spot.
En 1997 est organisée la première compétition de planche à voile appelée Windsurf trilogy où plusieurs champions du monde participent. d'autres compétitions mondiale sont organisées telles  les Windsurf Challenge, Wave Classic, AWT (American Windsurf Tour) ou la PKRA (Championnat du monde de kitesurf).
Moulay Bouzerktoun obtient en 2022 le label Meilleurs villages touristiques de l'Organisation mondiale du tourisme.